# Скарбасе (Ђенова)
Скарбасе је насеље у Италији у округу Ђенова, региону Лигурија.
Према процени из 2011. у насељу је живело 97 становника. Насеље се налази на надморској висини од 169 м.